# Haru Haru
"Haru Haru" (hangul: 하루하루) também referenciada como "Day by Day", é uma canção do grupo sul-coreano Big Bang. Foi lançada em 8 de agosto de 2008 pela YG Entertainment, como o single principal de seu terceiro EP Stand Up. Composta por G-Dragon e produzida por ele juntamente com o DJ japonês Daishi Dance, a canção foi avaliada de forma positiva pelos críticos de música e alcançou o topo das paradas musicais sul-coreanas, tornando-se uma das canções mais vendidas na Coreia do Sul.

## Composição
A canção começa simples, com uma melodia de piano e vocais sussurrados, até que o rap contendo os graves profundos de T.O.P explode, a fim de transformá-la em uma balada de hip hop como nenhuma outra. G-Dragon e T.O.P realizam um contraste de tons de rap, onde um joga com o outro, a fim de oferecer uma mudança significativa [a canção], para os vocais apaixonados de Daesung, Taeyang e Seungri, enquanto o acompanhamento orquestral atrai a coisa toda para um pico sinfônico."  — comentário de Tamar Herman da Billboard, sobre as características apresentadas por "Haru Haru".

Escrita e produzida por G-Dragon e com arranjos do DJ japonês Daishi Dance, "Haru Haru" foi descrita como sendo uma combinação de uma canção dance com uma balada de hip hop, guiada por uma melodia sentimental de piano. A canção também inclui som de sintetizador, que soa como uma orquestra que preenche seus "espaços vazios". Liricamente, "Haru Haru" descreve sobre a dor de deixar alguém que se ama. Sua composição foi notada por "construir perfeitamente seu ritmo, forçando um senso de ansiedade ao ouvinte através da batida vigente".
Uma versão em língua japonesa foi incluída no terceiro álbum de maiores sucessos do grupo, The Best of Big Bang (2011) e em seu quarto álbum de estúdio japonês, Alive (2012).

## Recepção da crítica
A recepção a "Haru Haru" foi altamente positiva, a Billboard saudou a faixa como uma "obra-prima experimental" e nomeou-a como a segunda melhor canção do grupo. O site Spinditty considerou que a mesma "tem um sentimento nostálgico, que transmite a história trágica, triste e profunda por trás da canção".  O jornal Sun-Times incluiu "Haru Haru" em sua lista referente as melhores canções do Big Bang, descrevendo-a como um "hino duradouro para a banda".
E. Alex Jung da revista Vulture, retratou-a como "a canção indiscutível da década", para ele "Haru Haru" apresenta um som que "foi inovador" mas "que já foi copiado e padronizado até o ponto em que quase toda boy band atual possui um carismático rapper com uma voz explosiva". E concluiu sua avaliação, mencionando que ela "explora o zeitgeist, onde mistura uma profunda afinidade por canções sentimentais com a vaidade do hip hop, colocando um fogo selvagem no fandom do K-pop". Tamar Herman do site KpopStarz, escolheu "Haru Haru" como uma das canções definitivas do Big Bang, e mostrou admiração com a capacidade artística do grupo e como cada membro é capaz de se destacar.
Em 2016, a canção foi eleita uma das principais canções masculinas de ídolos de K-pop dos últimos vinte anos, através de uma pesquisa realizada pelo jornal sul-coreano Dong-a Ilbo, envolvendo duas mil pessoas e trinta especialistas da indústria da música.

## Vídeo musical

### Sinopse
O vídeo musical de "Haru Haru" apresenta um enredo onde G-Dragon, que atua como o protagonista da produção, acredita que sua namorada, interpretada pela atriz Park Min-young, está em um relacionamento com seu amigo T.O.P. A seguir, há uma sequência em que os dois brigam entre si, mas são separados pelos demais integrantes do Big Bang. O vídeo prossegue com G-Dragon triste por imaginar que a garota que ama está com T.O.P. No fim do vídeo, G-Dragon recebe uma ligação de Taeyang, informando que sua namorada está hospitalizada e quando chega ao local, descobre por T.O.P, que tanto ele quanto a garota mentiram e fingiram estar juntos, pois ela estava com uma doença terminal e queria poupar a pessoa que amava da dor de saber que iria morrer. G-Dragon fica sabendo disso tarde demais e chega ao hospital quando ela falece em uma cirurgia.

### Recepção
Lançado na mesma data de lançamento da canção, a produção recebeu análises positivas, sendo distinguida por sua "história de partir o coração", além disso, o vídeo é reconhecido como sendo um clássico e o mais triste lançado pelo quinteto. Em 2016, fãs elegeram "Haru Haru" como seu vídeo musical favorito do Big Bang. Ademais, o vídeo musical foi parodiado pelo elenco do programa Infinite Challenge em seu festival de 2008.

## Desempenho nas paradas musicais
"Haru Haru" liderou diversas paradas de serviços de música online da Coreia do Sul, no Melon permaneceu em primeiro lugar por sete semanas consecutivas, no Cyworld devido suas vendas, foi premiada como a Canção do Mês de agosto, tornando-se mais tarde, a faixa mais vendida de 2008 e a sexta canção mais vendida de todos os tempos no referido site. "Haru Haru" transformou-se em um dos singles mais bem sucedidos de todos os tempos da Coreia do Sul, vendendo mais de 5,4 milhões de downloads digitais no país. Em 2016, foi noticiado que ela foi a quinta canção que mais recebeu downloads digitais pagos desde o ano de 2006. "Haru Haru" estabeleceu-se ainda, como a oitava canção de melhor desempenho da década de 2000 no Melon.

### Posições
| Paradas                                        | Melhor posição |
| ---------------------------------------------- | -------------- |
| China (QQ Music Chart)                         | 27             |
| Coreia do Sul (Mnet Music Chart)               | 1              |
| Coreia do Sul (Cyworld Music Chart)            | 1              |
| Coreia do Sul (Jukeon Music Chart)             | 1              |
| Coreia do Sul (Melon Music Chart)              | 1              |
| Estados Unidos (Billboard World Digital Songs) | 13             |

## Prêmios e indicações
| Ano  | Premiação                    | Categoria                        | Resultado | Ref.          |
| ---- | ---------------------------- | -------------------------------- | --------- | ------------- |
| 2008 | Mnet Asian Music Awards      | Melhor Canção House e Eletrônica | Indicado  | [ 23 ] [ 24 ] |
| 2008 | Mnet Asian Music Awards      | Melhor Grupo Masculino           | Venceu    | [ 23 ] [ 24 ] |
| 2008 | Mnet Asian Music Awards      | Canção do Ano                    | Indicado  | [ 23 ] [ 24 ] |
| 2008 | Mnet Asian Music Awards      | Artista do Ano                   | Venceu    | [ 23 ] [ 24 ] |
| 2008 | Cyworld Digital Music Awards | Canção do Mês (Agosto)           | Venceu    | [ 25 ]        |

### Vitórias em programas de música
| Data                   | Programa     | Emissora |
| ---------------------- | ------------ | -------- |
| 24 de agosto de 2008   | Inkigayo     | SBS      |
| 31 de agosto de 2008   | Inkigayo     | SBS      |
| 7 de setembro de 2008  | Inkigayo     | SBS      |
| 4 de setembro de 2008  | M! Countdown | Mnet     |
| 25 de setembro de 2008 | M! Countdown | Mnet     |
| 22 de agosto de 2008   | Music Bank   | KBS      |
| 5 de setembro de 2008  | Music Bank   | KBS      |
| 12 de setembro de 2008 | Music Bank   | KBS      |
| 19 de setembro de 2008 | Music Bank   | KBS      |
| 26 de setembro de 2008 | Music Bank   | KBS      |